# Armour-Geddon II: Codename Hellfire
Armour-Geddon II: Codename Hellfire est un jeu vidéo de combat aérien et terrestre développé et édité par Psygnosis en 1994 sur Amiga. Il fait suite à Armour-Geddon sorti en 1991.